# Ludolf de Jongh

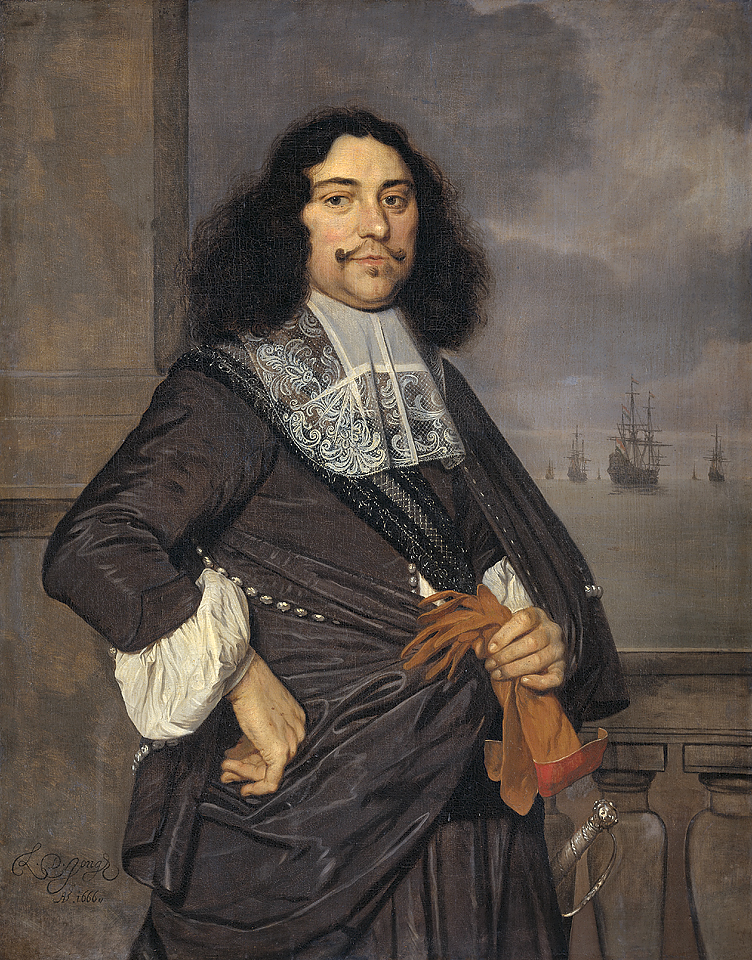
Portrait de Jan van Nes. 1666. Amsterdam, Rijksmuseum.

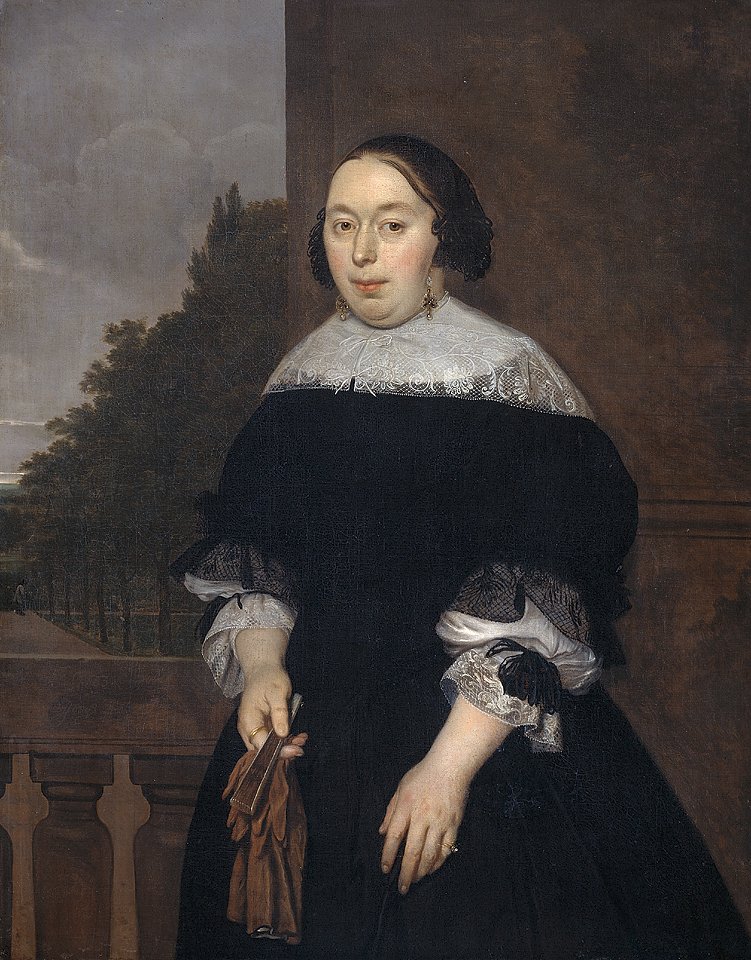
Portrait pendant de son épouse Aletta van Ravensberg. 1668. Amsterdam, Rijksmuseum.

Ludolf de Jongh (1616, Rotterdam - 1679, Rotterdam) est un peintre néerlandais du siècle d'or. Il est connu pour ses peintures de portraits, de scènes de genre, de scènes de chasse et d'ensembles architecturaux.

## Biographie
Ludolf de Jongh est né en 1616 à Overschie aux Pays-Bas.
Il est le fils d'un fabricant de chaussures. Lorsque ce dernier déménage et s'installe à Rotterdam, le jeune Ludolf décide d'apprendre l'art plutôt que la fabrication de chaussures. Il devient l'élève de Cornelis Saftleven. Ensuite, il étudie la peinture auprès d'Anthony Palamedes à Delft, et enfin auprès de Jan van Bijlert à Utrecht.
En 1635, il entreprend un voyage en France avec Frans Bacon. Sept ans plus tard, en 1642, il retourne aux Pays-Bas lorsqu'il apprend que sa mère est tombée malade. Il crée un atelier de peinture à Rotterdam. Ses premières œuvres connues datent de cette période. Grâce à ses voyages, il pratique avec une telle aisance la langue française que ses parents ont eu besoin d'apprendre le français pour converser avec lui. Le travail de De Jongh montre une forte influence de l'école de peinture d'Utrecht inspirée par les admirateurs du Caravage, en particulier les peintres Jacob Duck et Pieter de Hooch. 
Dans les années 1650s, il est un des peintres les plus en vue à Rotterdam. Il introduit plusieurs innovations dans la peinture de portrait durant cette période, en jouant sur les expressions du visage, l'espace et la lumière. Il épouse la fille d'un notable de Rotterdam, Pieter Montagne. Il accède à la fonction de chef de la schutterij, sorte de milice locale, et remplit cette responsabilité à Hillegersberg jusqu'à l'année de sa mort en 1679. 
Il meurt en 1679 à Hillegersberg.

## Œuvres
- Portrait de Jan van Nes, vice-amiral de Hollande et de Frise occidentale[2], Rijksmuseum, Amsterdam
- Portrait d'Aletta van Ravensberg, épouse de Jan van Nes[3], Rijksmuseum, Amsterdam
- La chasse au renard[4], Rijksmuseum,  Amsterdam